# Federação Tocantinense de Futebol
A Federação Tocantinense de Futebol (FTF), fundada em 7 de abril de 1990, é a entidade máxima do futebol no Estado do Tocantins, Brasil. Ela organiza todos os torneios oficiais que envolvam as equipes do Estado, como o Campeonato Tocantinense (1ª Divisão e 2ª Divisão), além das competições de base (Sub 10 , Sub 12, Sub 14, Sub 16, Sub 17 e Sub-20) e o Campeonato Tocantinense Feminino. A Federação responde à Confederação Brasileira de Futebol (CBF).  É presidida desde sua fundação pelo ex-senador Leomar de Melo Quintanilha.

## Competições organizadas
| Competição                                      | Edição atual | Última edição | Atual campeão          |
| ----------------------------------------------- | ------------ | ------------- | ---------------------- |
| Campeonato Tocantinense de Futebol              | 2025         | 2025          | União-TO (3º título)   |
| Campeonato Tocantinense de Futebol - 2ª Divisão | 2025         | 2024          | Bela Vista (1º título) |
| Campeonato Tocantinense Sub-20                  | 2025         | 2024          | União-TO (1º título)   |
| Copa Tocantins de Futebol                       | -            | 1998          | Interporto (1º título) |

## Ranking da CBF

### Ranking de Clubes
Ranking atualizado em 13 de dezembro de 2024